# Green Island (Massachusetts)

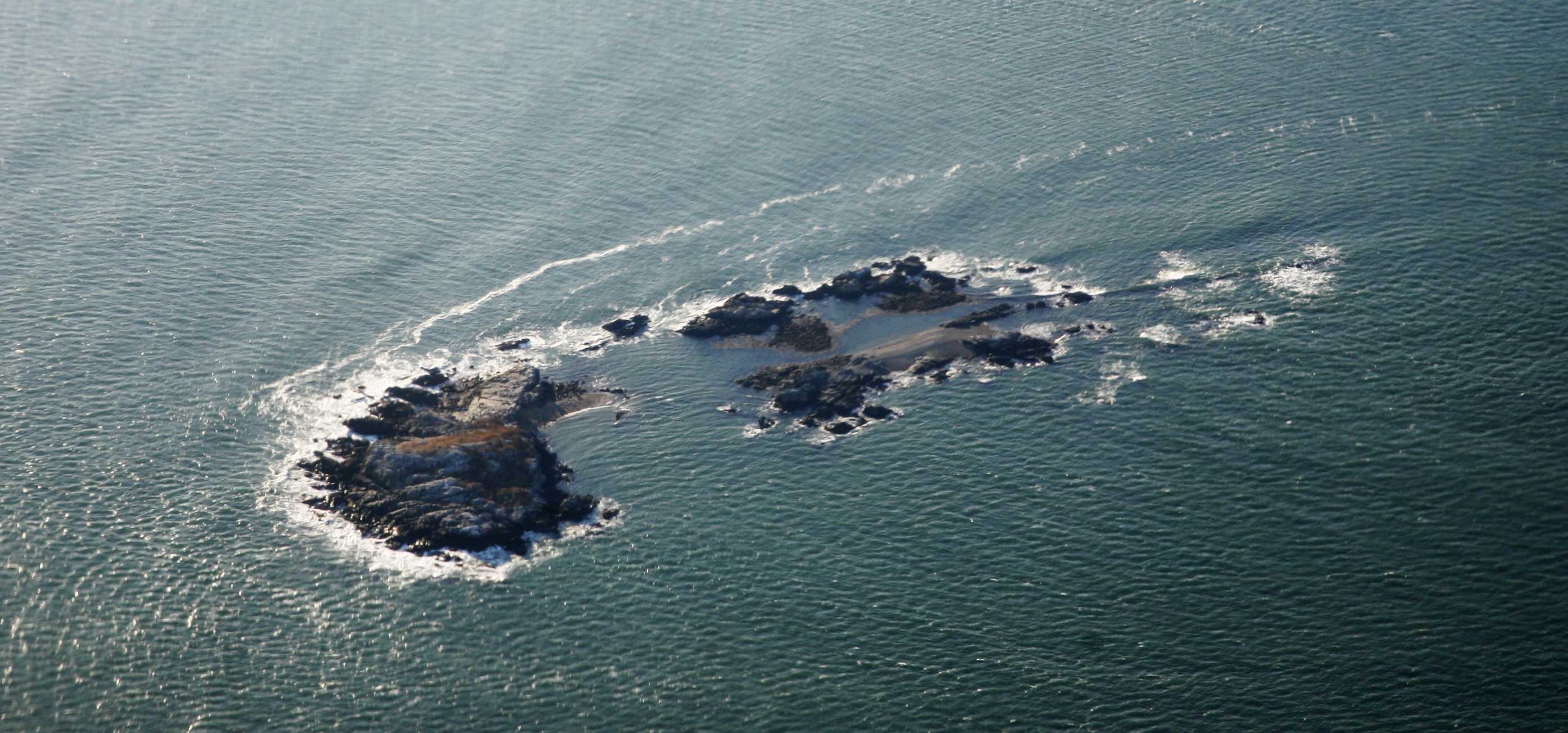
Green Island (2009)

Green Island (auch North Brewster Island) ist eine Insel im Boston Harbor. Sie liegt 9,5 mi (15,3 km) vom Bostoner Stadtzentrum entfernt auf dem Gebiet des Bundesstaats Massachusetts der Vereinigten Staaten. Green Island verfügt über eine dauerhafte Fläche von ca. 2,5 Acres (1 ha), die durch ein Watt je nach Tidenhub temporär um bis zu 14,7 Acres (5,95 ha) vergrößert wird. Sie wird vom Massachusetts Department of Conservation and Recreation (DCR) verwaltet und ist Teil der Boston Harbor Islands National Recreation Area.

## Geographie

### Geologie
Die Insel besteht aus einem einzigen Felsen, der bis zu 45 ft (13,7 m) aus dem Wasser ragt.

### Flora und Fauna
Auf der Insel nisten viele Vögel wie Amerikanische Silbermöwen, Mantelmöwen, Kormorane, Rauchschwalben und Rotflügelstärlinge. Der geringe Pflanzenwuchs besteht aus Rhus und salztoleranten Kräutern. Die Tierwelt der Insel ist darüber hinaus noch Gegenstand wissenschaftlicher Untersuchungen.

## Geschichte
Die Insel wurde nach dem Kaufmann Joseph Green benannt, der zur Kolonialzeit in den 1600er Jahren Eigentümer der Insel war.

## Sehenswürdigkeiten
Die Insel bietet keine besonderen Sehenswürdigkeiten. Die Behörden raten im Gegenteil davon ab, sich ihr zu nähern, insbesondere während der Brutzeit der dort lebenden Vögel.